# Casey Murphy
Casey Grace Murphy (Bridgewater, Nueva Jersey, Estados Unidos; 25 de abril de 1996) es una futbolista estadounidense. Juega de guardameta en North Carolina Courage de la National Women's Soccer League. Es internacional con la Selección de Estados Unidos.

## Trayectoria

### Inicios
Comenzó a jugar fútbol a la edad de cinco años y a sus 10 años comenzó a hacerlo exclusivamente como portera, además de fútbol también jugó baloncesto en la escuela secundaria Bridgewater-Raritan. Ganó un campeonato sub-17 siendo calificada como futbolista destacada.

### Carrera universitaria
Asistió a la Universidad Rutgers donde jugó en el equipo de fútbol femenino Rutgers Scarlet Knights en la División I de la NCAA hasta 2017. En su tiempo en el equipo  recibió numerosos premios y distinciones debido a sus marcas personales.

### Sky Blue FC
El 18 de enero de 2018 fue seleccionada por el Sky Blue FC de la NWSL en el Draft de dicho año, sin embargo no formó parte del equipo ni firmó contrato con el.

### Montpellier
En enero de 2018 firmó contrato con Montpellier Héraut de la Division 1 Féminine de Francia. Inicialmente se esperaba que regresara a la NWSL y al Sky Blue FC en junio, pero extendió su contrato con el equipo en abril de 2018. Fue galardonada con el premio de Mejor Portera de la División 1 y disputó la Champions League.

### OL Reign
El 15 de mayo de 2019 ficha por OL Reign de la NWSL.

### North Carolina Courage
El 22 de octubre de 2020 fue transferida al North Carolina Courage junto con $140,000 en a cambio de Crystal Dunn. En enero de 2023 firmó contrato por 3 años.

## Selección nacional
Jugó para las selecciones juveniles sub-14, sub-15, sub-18, sub-20 y sub-23 de Estados Unidos. Disputó la Copa Mundial Sub-20 de 2016. Fue convocada por primera vez a la selección absoluta en junio de 2018 su debut se produjo el 26 de noviembre de 2021 ante la Selección de Australia. Fue parte del equipo que representó a Estados Unidos en el Mundial de 2023.

## Estadísticas

### Clubes
| Club                   | País           | Año             |
| ---------------------- | -------------- | --------------- |
| Montpellier HSC        | Francia        | 2018 - 2019     |
| OL Reign               | Estados Unidos | 2019 - 2020     |
| North Carolina Courage | Estados Unidos | 2021 - presente |